# Phyllachoraceae
Phyllachoraceae is een familie uit de orde Halosphaeriales van de ascomyceten. Het typegeslacht is Phyllachora. Ze zijn wijdverspreid en komen voor in verschillende klimaatzones. Talrijke soorten zijn parasieten van planten die hun bladeren en stengels aantasten.

## Kenmerken
Perithecium-achtige vruchtlichamen ontstaan meestal in clusters in een pseudostroma die in het weefsel van de plant is ingebed. Aan de uitgang van de vruchtlichamen bevinden zich perifysen. De wanden van de peritheciën zijn opgebouwd uit dunwandige, hyaliene of bruine, compacte hyfen. De cylindrische of knotsvormige zakjes zijn dunwandig, meestal met een kleine, niet-amyloïde apicale uitrusting. De aanhangsels zijn meestal dunwandig, vrij breed en verdwijnen meestal tijdens de rijping van de vruchtlichamen. De ascosporen zijn meestal niet-gesepteerd, glazig, dunwandig, glad, min of meer ellipsoïdaal van vorm, maar vaak asymmetrisch. In het zakje zijn ze soms gerangschikt in twee rijen. Sommige anamorfen produceren conidiale sporen en spermacia. Ze veroorzaken secundaire infecties.
Soorten behorend tot deze familie veroorzaken onder andere plantenziekten zoals zwarte vlekkenziekte van grasbladeren en rode vlekkenziekte van pruimenbladeren.

## Genera
Tot deze familie behoren de volgende geslachten:
- Ascovaginospora
- Brobdingnagia
- Camarotella
- Coccodiella
- Cyclodomus
- Deshpandiella
- Diachora
- Diatractium
- Erikssonia
- Fremitomyces
- Geminispora
- Gibellina
- Imazekia
- Isothea
- Lichenochora
- Lindauella
- Linochora
- Lohwagia
- Maculatifrondes
- Malthomyces
- Muelleromyces
- Mycohypallage
- Neoflageoletia
- Neophyllachora
- Ophiodothis
- Ophiodothella
- Orphnodactylis
- Oxodeora
- Parberya
- Petrakiella
- Phaeochorella
- Phyllachora
- Phylleutypa
- Phyllocrea
- Pseudothiella
- Pseudothiopsella
- Pterosporidium
- Rehmiodothis
- Retroa
- Rhodosticta
- Rikatlia
- Schizochora
- Sphaerodothella
- Sphaerodothis
- Stigmatula
- Stigmochora
- Stromaster
- Telimenella
- Telimenochora
- Trabutia
- Tribulatia
- Trabutiella
- Uropolystigma
- Vitreostroma
- Zimmermanniella